# Sleep Token
Sleep Token est un groupe britannique de heavy metal, originaire de Londres, en Angleterre. Formé en 2016, l'identité officielle de ses membres est anonyme.

## Histoire
Les membres de Sleep Token sont masqués, si bien que leur identité est inconnue. Le leader et chanteur du groupe est connu sous le nom de Vessel, II est le batteur, III est le bassiste et enfin, IV est le guitariste. La première sortie du groupe est un EP intitulé One, en 2016, suivi par Two en 2017.
Le premier album studio du groupe, Sundowning (en), sort en 2019 sous le label Spinefarm Records. Le second, intitulé This Place Will Become Your Tomb (en), est publié en 2021. Le webzine Loudwire le classe 12e meilleur album de rock/metal de 2021.
Le 5 et 6 janvier 2023, Sleep Token sort deux singles : Chokehold et The Summoning. Ce dernier atteint la deuxième place du classement Viral 50 Monde de Spotify. Deux autres singles, Granite et Aqua Regia, sont publiés le même mois. Le 15 février, le groupe annonce la sortie prévue le 19 mai 2023 de son troisième album studio, Take Me Back to Eden (en), et sort un cinquième single, Vore,.
En février 2024, le groupe signe avec le label RCA Records,,. En mars 2025, Sleep Token publie un premier single intitulé Emergence et annonce son quatrième album studio, Even in Arcadia, prévu pour le 9 mai 2025,. Le deuxième single Caramel sort le 4 avril 2025.

## Anonymat
Depuis la création du groupe en 2016, l'identité réelle de Vessel a été soigneusement gardée secrète, renforçant l’aura mystique et l’expérience immersive du projet.

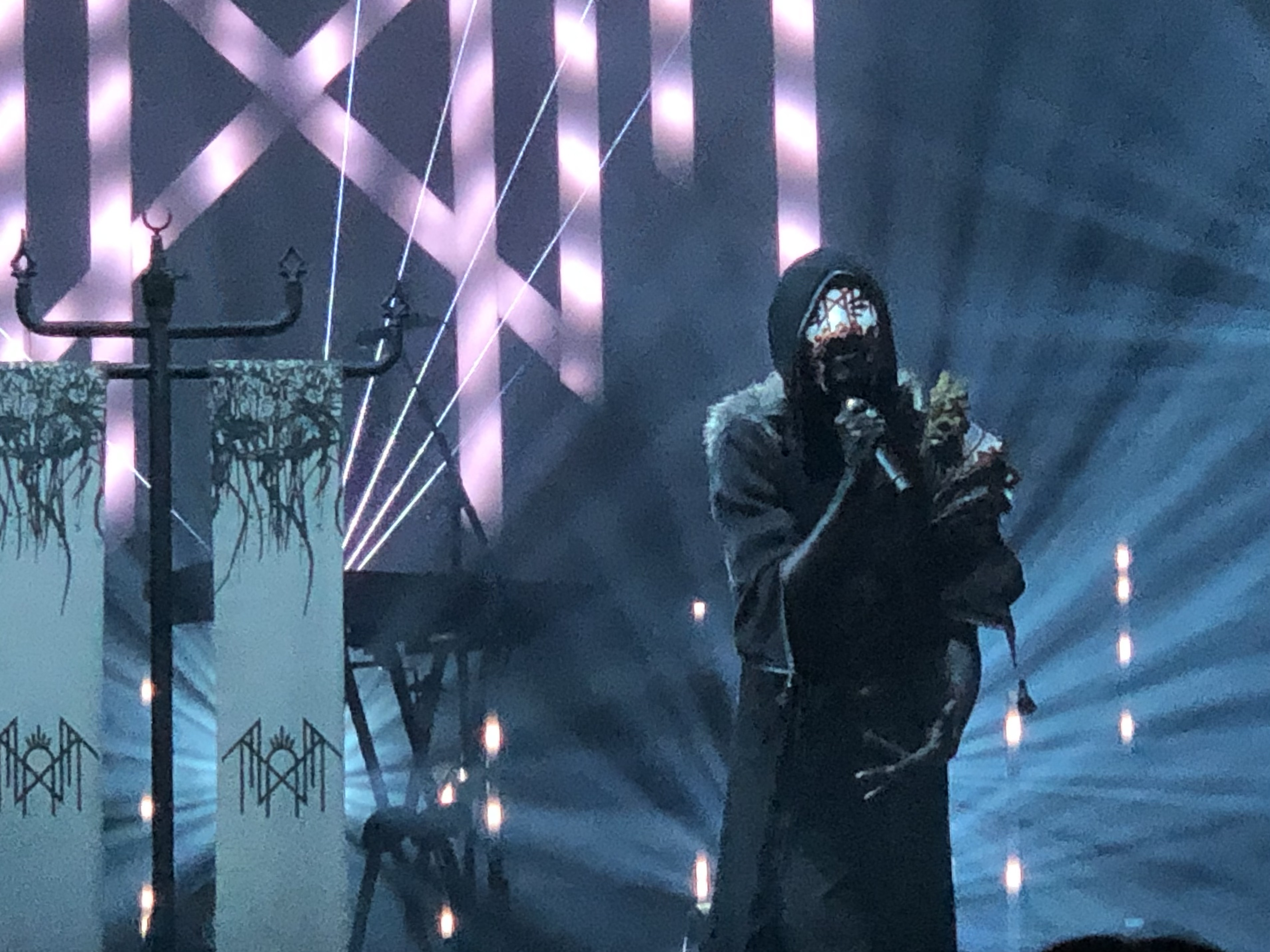
Vessel lors d'un concert.

L’anonymat fait partie intégrante du concept artistique de Sleep Token : Vessel se présente comme le « porteur » d’un rituel, serviteur d’une entité fictive nommée Sleep, et non comme une star individuelle. Ce choix vise à recentrer l’attention sur la musique et l’expérience émotionnelle, et non sur la personnalité de l’artiste.

## Lore
Lors d'une des rares interviews de Vessel, celui-ci a affirmé que le groupe était au service de la divinité Sleep et utilise la musique pour diffuser son message. Depuis, la communauté de fans essaye de comprendre et de développer le lore du groupe en se basant sur les paroles des chansons qui traitent de sujets comme la toxicité des relations amoureuses, la vorarephilie, la dépression, le suicide, mais qui n'évoque jamais explicitement la mythologie autour de Sleep. Cela a donné un lore très développé, mais non confirmé officiellement par le groupe.

## Membres
- Vessel - chant; en studio : guitare, basse, clavier, production
- II - batterie, percussions

Membres de tournée : 
- III - basse
- IV - guitare, chant back
- Espera (Mathilda Riley, Lynsey Ward, and Paige Lucip)  - chant back

## Discographie

### Singles
- 2018 : Jaws
- 2018 : Hey Ya
- 2018 : The Way That You Were
- 2022 : Is It Really You?